# 1 − 2 + 3 − 4 + ⋯

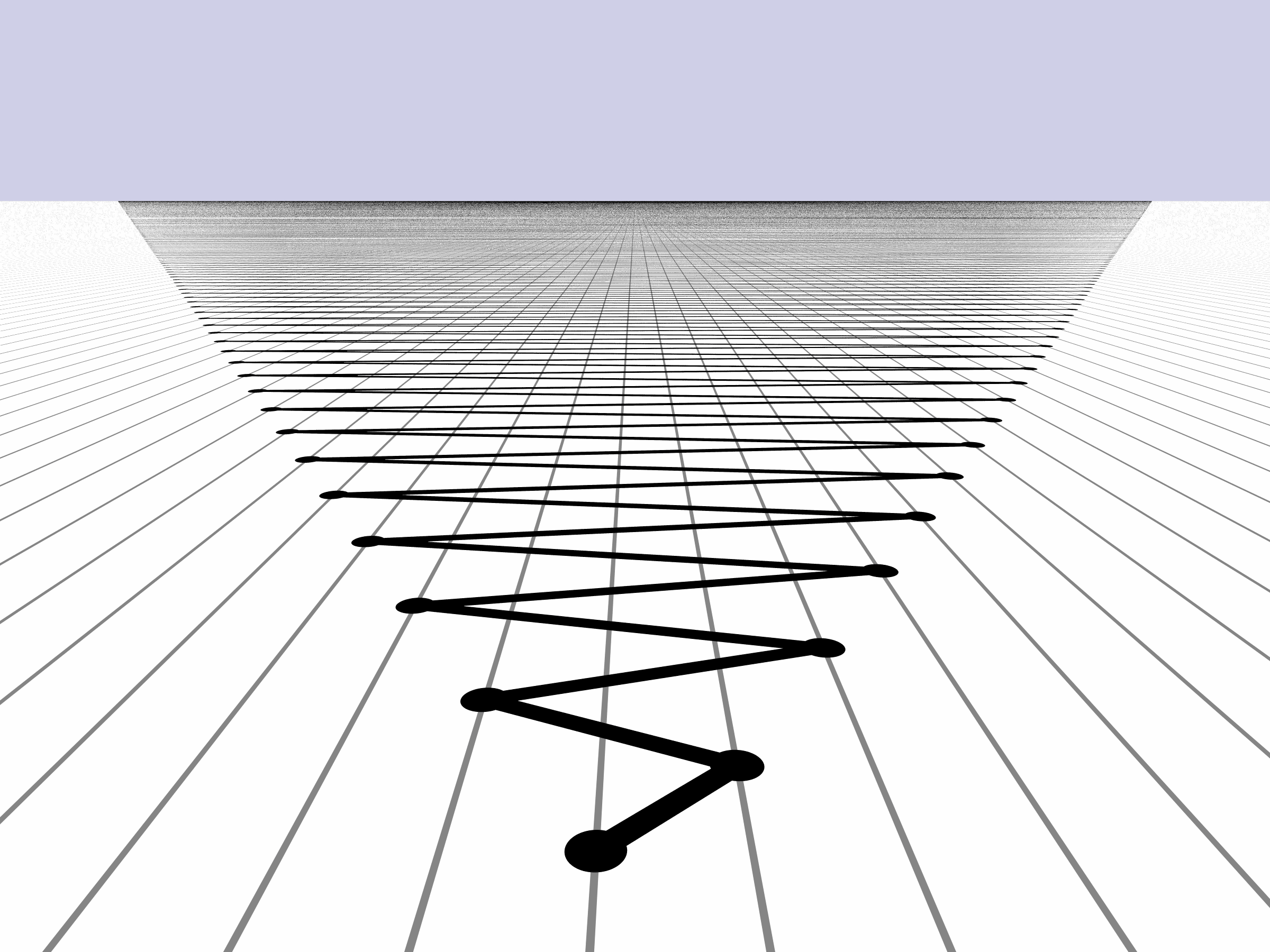
Los primeros miles de términos y sumas parciales de 1 − 2 + 3 − 4 + ⋯. El gráfico se sitúa con enteros positivos a la derecha y enteros negativos a la izquierda

En matemáticas, la expresión 1 − 2 + 3 − 4 + ⋯ es una serie alternada cuyos términos son los números enteros, alternando signos. Utilizando la notación matemática para sumatorias, la suma de los primeros m términos de la serie se expresa como:
{\displaystyle S_{m}=\sum _{n=1}^{m}n(-1)^{n-1}.}
Es una serie divergente, en el sentido de que la sucesión de sus sumas parciales (1, −1, 2, −2, …) no tiende a ningún límite finito. De forma equivalente se dice que 1 − 2 + 3 − 4 + ⋯ no posee suma.
Sin embargo, a mediados del siglo XVIII, Leonardo Euler «demostró» la siguiente relación, calificándola de paradójica:
{\displaystyle 1-2+3-4+\cdots ={\frac {1}{4}}.}
No sería hasta mucho tiempo después que se lograría dar con una explicación rigurosa de dicha relación. Hacia comienzos de la década de 1890, Ernesto Cesàro y Émile Borel entre otros, investigaron métodos bien definidos para encontrar sumas generalizadas de las series divergentes, incluyendo nuevas interpretaciones de los intentos realizados por Euler. Muchos de estos métodos denominados de sumación le asignan a 1 − 2 + 3 − 4 + ⋯ una «suma» de 1⁄4. El método de suma de Cesàro es uno de los pocos métodos que no suma la serie 1 − 2 + 3 − 4 + ⋯, por lo que esta serie es un ejemplo de un caso donde debe utilizarse un método más robusto como por ejemplo el método de suma de Abel.
La serie 1 − 2 + 3 − 4 + ⋯ se encuentra relacionada con la serie de Grandi 1 − 1 + 1 − 1 + · · ·. Euler analizó estas dos series como casos especiales de (1 − 2n + 3n − 4n + · · ·) para valores de n arbitrarios, una línea de investigación que extiende su contribución al problema de Basilea y conduce a las ecuaciones funcionales de lo que conocemos hoy como la función eta de Dirichlet y la función zeta de Riemann.

## Divergencia
Los términos de la sucesión, (1, −2, 3, −4, …), no se aproximan al 0; por lo tanto la serie 1 − 2 + 3 − 4 + ⋯ diverge según el test del término. Como base de los análisis en secciones subsiguientes, es útil analizar la divergencia en un nivel más fundamental. Por definición, la convergencia o divergencia de una serie infinita se determina analizando la convergencia o divergencia de la sucesión de sus sumas parciales, y en este caso las sumas parciales de 1 − 2 + 3 − 4 + ⋯ son:
{\displaystyle S_{1}=1=1},
{\displaystyle S_{2}=1-2=-1}
{\displaystyle S_{3}=1-2+3=2},
{\displaystyle S_{4}=1-2+3-4=-2},
{\displaystyle S_{5}=1-2+3-4+5=3},
{\displaystyle S_{6}=1-2+3-4+5-6=-3},
…
{\displaystyle Sm=\sum _{n=1}^{m}(-1)^{n-1}n\;\;={\frac {(-1)^{m-1}(2m+1)+1}{4}}}
Esta sucesión se destaca por contener una vez a cada uno de los números enteros —aún al cero si se cuenta a la suma parcial vacía— y por lo tanto establece la numerabilidad del conjunto {\displaystyle \mathbb {Z} } de los enteros. Claramente no se aproxima ni converge a ningún número en particular, por lo tanto 1 − 2 + 3 − 4 + ⋯ diverge.

## Relaciones heurísticas de suma
Las explicaciones más simples que relacionan a 1 − 2 + 3 − 4 + ⋯ con el valor 1⁄4 son extensiones de resultados relacionados con la serie 1 − 1 + 1 − 1 + · · ·.

### Estabilidad y linealidad
Dado que los términos (1, −2, 3, −4, 5, −6…) siguen un patrón simple, se puede expresar a la serie 1 − 2 + 3 − 4 + ⋯ como una versión transformada de sí misma y resolver la ecuación resultante para obtener un valor numérico. Suponiendo que fuera correcto expresar s = 1 − 2 + 3 − 4 + ⋯ para algún número s, las siguientes relaciones conducen a mostrar que s = 1⁄4:
| s | = 1 − 2 + 3 − 4 + ⋯                                   |
|   | = (1 − 1 + 1 − 1 + · · · ) + (0 − 1 + 2 − 3 + · · · ) |
|   | = h − s,                                              |
donde h es la «suma» de la serie:
| h | = 1 − 1 + 1 − 1 + · · ·    |
|   | = 1 − (1 − 1 + 1 − · · · ) |
|   | = 1 − h.                   |

Sumando 4 copias de 1 − 2 + 3 − 4 + ⋯, utilizando únicamente desplazamientos y sumando término a término se obtiene 1.

Resolviendo las ecuaciones h = 1 − h y s = h − s se obtiene que h = 1⁄2 y s = 1⁄4.
En forma equivalente, se puede reordenar las ecuaciones de forma tal de obtener (s + s) + (s + s) = h + h = 1, lo cual nuevamente implica que s = 1⁄4; siendo esta la forma que se muestra en el esquema a la derecha y en la expresión a continuación.
```
    s = 1 - 2 + 3 - 4 + 5 - 6 + . . . . . 
    s =   + 1 - 2 + 3 - 4 + 5 - . . . . . 
    s =   + 1 - 2 + 3 - 4 + 5 - . . . . . . 
    s =       + 1 - 2 + 3 - 4 + . . . . . . . 
--------------------------------------------
  4 s = 1 + 0 + 0 + 0 + 0 + 0 + . . . 
```

Si bien la serie 1 − 2 + 3 − 4 + ⋯ no posee una suma en el sentido usual, la ecuación s = 1 − 2 + 3 − 4 + ⋯ = 1⁄4 puede ser interpretada como la solución más natural en el caso de que se fuera a definir el valor de dicha suma. Una definición generalizada de «suma» de una serie divergente es llamado método de sumación; existen varios tipos diferentes de métodos, algunos de los cuales se explican en las secciones siguientes, los cuales se caracterizan por las propiedades que comparten con la suma convencional. 
Las manipulaciones mostradas previamente demuestran que: dado un método de sumación que es lineal y estable, si el mismo suma a la serie 1 − 2 + 3 − 4 + ⋯ entonces la suma debe ser 1⁄4, y ese método también permitirá sumar a la serie de Grandi 1 − 1 + 1 − 1 + · · · arrojando el valor 1⁄2.
A pesar de que el enfoque explicado en el párrafo previo limita los valores que pueden tomar las sumas generalizadas de 1 − 2 + 3 − 4 + ⋯, el mismo no indica cuales son los métodos que permitirán sumar o no la serie. En efecto, algunos métodos de sumación lineales y estables, tales como la suma ordinaria, no suman a la serie 1 − 2 + 3 − 4 + ⋯. Si en cambio, se expresa la serie en una forma alternativa como un producto, entonces es posible determinar cuales son los métodos que permiten obtener 1⁄4.

### Producto de Cauchy
Ya en 1891, Ernesto Cesàro pensaba que las series divergentes serían incorporadas en el futuro al cálculo matemático de una manera rigurosa, indicando que, «hoy ya es posible escribir las expresiones (1 − 1 + 1 − 1 + · · ·)2 = 1 − 2 + 3 − 4 + ⋯ y afirmar que ambos lados de la igualdad poseen el valor 1/4.» Para Cesàro, esta ecuación era el resultado de aplicar un teorema que él había publicado durante el año previo, siendo dicho teorema el primero en la historia de las series divergentes sumables. Los detalles de su método de sumación se explican en secciones subsiguientes; la idea central es que 1 − 2 + 3 − 4 + ⋯ es el producto de Cauchy de 1 − 1 + 1 − 1 + · · · con 1 − 1 + 1 − 1 + · · ·.

El producto de Cauchy de dos series infinitas se define aún si ambas son divergentes. En el caso en que Σan = Σbn = Σ(−1)n, los términos del producto de Cauchy se obtienen mediante la suma de las sumas finitas de las diagonales:
{\displaystyle {\begin{array}{rcl}c_{n}&=&\displaystyle \sum _{k=0}^{n}a_{k}b_{n-k}=\sum _{k=0}^{n}(-1)^{k}(-1)^{n-k}\\[1em]&=&\displaystyle \sum _{k=0}^{n}(-1)^{n}=(-1)^{n}(n+1).\end{array}}}
Por lo tanto la serie producto resulta ser:
{\displaystyle \sum _{n=0}^{\infty }(-1)^{n}(n+1)=1-2+3-4+\cdots .}
Por lo tanto los métodos de sumación que «respetan» el producto de Cauchy de dos series y suman 1 − 1 + 1 − 1 + · · · = 1⁄2, también suman 1 − 2 + 3 − 4 + ⋯ = 1⁄4. Y en concordancia con los resultados de la sección previa, esto implica una equivalencia entre la sumabilidad de 1 − 1 + 1 − 1 + · · · y 1 − 2 + 3 − 4 + ⋯ , para métodos que son lineales, estables, y respetan el producto de Cauchy. 
El teorema de Cesàro es un ejemplo sutil. La serie 1 − 1 + 1 − 1 + · · · es sumable Cesàro en un sentido débil, identificado como sumable (C, 1), mientras que 1 − 2 + 3 − 4 + ⋯ requiere el uso de una forma más poderosa del teorema de Cesàro >, siendo sumable (C, 2). Dado que todas las formas del teorema de Cesàro son lineales y estables, las sumas resultan en los valores indicados previamente.

## Métodos específicos

### Cesàro y Hölder

Expresión de la suma (H, 2) de 1/4.

Para calcular la sumación de Cesàro (C, 1) de 1 − 2 + 3 − 4 + ⋯, en el caso de que existiera, se debe calcular el promedio aritmético de las sumas parciales de los términos de la serie.
Las sumas parciales son:
1, −1, 2, −2, 3, −3, …,
y los promedios aritméticos de estas sumas parciales resultan ser:
1, 0, 2⁄3, 0, 3⁄5, 0, 4⁄7, ….
Dado que esta sucesión no converge, entonces se concluye que 1 − 2 + 3 − 4 + ⋯ no es sumable según el método de Cesàro.
Existen dos generalizaciones del método de sumación de Cesàro: la más simple conceptualmente de las dos es la sucesión de los métodos (H, n) para números naturales n. La suma (H, 1) es la sumación de Cesàro, y los métodos de mayor orden repiten el cálculo de los promedios. En la expresión anterior, los promedios pares convergen a 1⁄2, mientras que los promedios impares son iguales a cero, por lo tanto el promedio de los promedios converge al valor promedio de 0 y 1⁄2, o sea 1⁄4. Por lo tanto 1 − 2 + 3 − 4 + ⋯ es sumable (H, 2) arrojando el valor de 1⁄4.
La «H» se usa en honor a Otto Hölder, quien fue el primero en demostrar en 1882 lo que hoy los matemáticos piensan es la conexión entre la sumación de Abel y la sumación (H, n); su primer ejemplo fue 1 − 2 + 3 − 4 + ⋯. El hecho que 1⁄4 es la suma (H, 2) de 1 − 2 + 3 − 4 + ⋯ asegura que es también la suma de Abel; lo cual se demuestra en la siguiente sección.
La otra generalización conocida de la sumación de Cesàro es la sucesión de los métodos (C, n). Se ha demostrado que la sumación (C, n) y la sumación (H, n) siempre dan los mismos resultados, aunque tienen distintas historias. En 1887, Cesàro estuvo muy cerca de desarrollar la definición de la sumación (C, n), pero solo dio unos pocos ejemplos, incluyendo 1 − 2 + 3 − 4 + ⋯, la que sumó obteniendo el valor 1⁄4 por un método que podría ser interpretado como (C, n) pero que no fue justificado como tal en ese momento. Recién en 1890 Cesàro definió formalmente a los métodos (C, n) en la demostración de su teorema, el cual dice que el producto de Cauchy de una serie sumable (C, n) y una serie sumable (C, m) es una serie sumable (C, m + n + 1).

### Sumación de Abel

Algunos parciales de 1−2x+3x^{2}+···; 1/(1 + x)^{2}; y límites en 1.

Leonhard Euler en un trabajo que escribe hacia 1749 admite que la serie diverge, pero de todas formas hace los aprontes para sumarla:

…parece una paradoja decir que la suma de la serie 1 − 2 + 3 − 4 + 5 − 6 etc. arroja el valor 1/4. Ya que cuando sumamos los primeros 100 términos de la serie se obtiene el valor –50, mientras que la suma de los primeros 101 términos arroja el valor +51, lo cual es muy distinto de 1/4 y la suma es cada vez mayor a medida que aumenta el número de términos que se suman. Por ello es que desde hace algún tiempo he llegado a la conclusión, que es necesario darle a la palabra suma un significado más amplio…
Euler et al; p. 2.

En varias oportunidades Euler propuso una generalización de la palabra «suma». Sus ideas para el caso de 1 − 2 + 3 − 4 + ⋯, son similares a lo que hoy se conoce como Sumación de Abel:

…ya no queda ninguna duda que la suma de la serie 1 − 2 + 3 − 4 + 5 - 6 etc. es 1/4; dado que se origina en el desarrollo de la fórmula 1⁄(1+1)2, cuyo valor es indudablemente 1/4. Es posible aclarar el concepto si se considera la serie general 1 − 2x + 3x2 − 4x3 + 5x4 − 6x5 + &c. que se obtiene al desarrollar la expresión 1⁄(1+x)2, que es igual a la serie si se asigna x {\displaystyle =} 1.
Euler et al; pp. 3, 25.

Existen varias formas de comprobar que, al menos para valores absolutos |x| < 1, Euler está en lo correcto al afirmar que:
{\displaystyle 1-2x+3x^{2}-4x^{3}+\cdots ={\frac {1}{(1+x)^{2}}}.}
Por ejemplo si se realiza un desarrollo de Taylor del lado derecho de la igualdad, o se aplica el formalismo de división polinómica. Comenzando desde el lado izquierdo, se puede seguir la heurística general indicada previamente y probar a multiplicar por (1+x) dos veces o elevar al cuadrado la serie geométrica 1 − x + x2 − · · ·. Parecería que Euler sugiere calcular la derivada de esta última serie término a término.
Desde un punto de vista moderno, la serie 1 − 2x + 3x2 − 4x3 + · · · no define una función en x = 1, por lo tanto dicho valor no puede ser sustituido en la expresión resultante. Dado que la función está definida para todo |x| < 1, por lo tanto es posible calcular el límite cuando x tiende a 1, y esta es precisamente la definición de la suma de Abel:
{\displaystyle \lim _{x\rightarrow 1^{-}}\sum _{n=1}^{\infty }n(-x)^{n-1}=\lim _{x\rightarrow 1^{-}}{\frac {1}{(1+x)^{2}}}={\frac {1}{4}}.}

### Euler y Borel

Sumación de Euler a ^{1}⁄_{2} − ^{1}⁄_{4}.

Euler también le aplicó a las series otra técnica de su invención: la transformada de Euler. Para calcular la transformada de Euler, se comienza por la sucesión de términos positivos que forman la serie alternada — en este caso 1, 2, 3, 4, …. El primer elemento de esta sucesión se lo denomina a0.
Luego se obtiene la sucesión de las diferencias anteriores de 1, 2, 3, 4, …; que es 1, 1, 1, 1, …. El primer elemento de esta sucesión se lo denomina Δa0. La transformada de Euler depende también de diferencias de diferencias, e iteraciones de mayor orden, pero todas las diferencias anteriores de 1, 1, 1, 1, … son 0. La transformada de Euler de 1 − 2 + 3 − 4 + ⋯ se define como:
{\displaystyle {\frac {1}{2}}a_{0}-{\frac {1}{4}}\Delta a_{0}+{\frac {1}{8}}\Delta ^{2}a_{0}-\cdots ={\frac {1}{2}}-{\frac {1}{4}}.}
Utilizando terminología moderna, se dice que 1 − 2 + 3 − 4 + ⋯ es sumable Euler con valor 1⁄4.
La sumación de Euler implica también otro tipo de sumación. Representando 1 − 2 + 3 − 4 + ⋯ como:
{\displaystyle \sum _{k=0}^{\infty }a_{k}=\sum _{k=0}^{\infty }(-1)^{k}(k+1),}
se obtiene la serie totalmente convergente asociada:
{\displaystyle a(x)=\sum _{k=0}^{\infty }{\frac {(-1)^{k}(k+1)x^{k}}{k!}}=e^{-x}(1-x).}
La suma de Borel de 1 − 2 + 3 − 4 + ⋯ por lo tanto es
{\displaystyle \int _{0}^{\infty }e^{-x}a(x)\,dx=\int _{0}^{\infty }e^{-2x}(1-x)\,dx={\frac {1}{2}}-{\frac {1}{4}}.}

### Separación de escalas
Saichev y Woyczyński llegan a 1 − 2 + 3 − 4 + ⋯ = 1⁄4 utilizando solo dos principios físicos: relajación infinitesimal y separación de escalas. En realidad, estos principios les permiten definir una familia amplia de «métodos de sumación-φ», donde todos ellos suman la serie al valor 1⁄4:
- Si φ(x) es una función cuyas primer y segunda derivadas son continuas e integrables en el intervalo (0, ∞), con φ(0) = 1 y siendo cero el valor de los límites de φ(x) y xφ(x) en +∞ , entonces[12]

{\displaystyle \lim _{\delta \downarrow 0}\sum _{m=0}^{\infty }(-1)^{m}(m+1)\varphi (\delta m)={\frac {1}{4}}.}
Este resultado generaliza la sumación de Abel, la que corresponde al caso φ(x) = exp(−x). El formalismo general puede ser demostrado apareando los términos de la serie sobre m y convirtiendo la expresión en una integral de Riemann. Para este último paso, la demostración correspondiente para 1 − 1 + 1 − 1 + · · · emplea el Teorema del valor medio, pero aquí se requiere la poderosa forma de Lagrange del teorema de Taylor.

## Generalizaciones

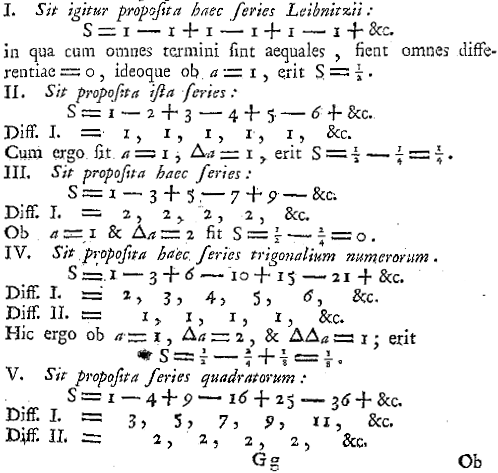
Euler suma varias series relacionadas con 1 − 2 + 3 − 4 + ⋯. Institutiones (1755).

El producto de Cauchy triple de 1 − 1 + 1 − 1 + · · · es 1 − 3 + 6 − 10 + · · ·, la serie alternada de los números triangulares; su suma de Abel y de Euler es 1⁄8. El producto de Cauchy cuarto de 1 − 1 + 1 − 1 + · · · es 1 − 4 + 10 − 20 + · · ·, la serie alternada de los números tetraédricos, cuya suma de Abel es 1⁄16.
Otra generalización de 1 − 2 + 3 − 4 + ⋯ en una dirección ligeramente diferente es la serie 1 − 2n + 3n − 4n + · · · para valores de n distintos de 1. Para n perteneciente a los enteros positivos, estas series tienen las siguientes sumas de Abel:
{\displaystyle 1-2^{n}+3^{n}-\cdots ={\frac {2^{n+1}-1}{n+1}}B_{n+1}}
donde Bn son los números de Bernoulli. Para n pares, esto se reduce a:
{\displaystyle 1-2^{2k}+3^{2k}-\cdots =0.}
Esta última suma fue ridiculizada por Niels Henrik Abel en 1826:

Las series divergentes son un invento del diablo, y es una vergüenza que se ose basar en ellas demostración alguna. Mediante su uso es posible extraer la conclusión que se desee y esa es la razón por la que estas series han sido el origen de tantas falacias y paradojas. Es que puede uno pensar en algo más descorazonador que decir que: 0 {\displaystyle =} 1 − 2n + 3n − 4n + etc.: donde n es un número positivo. Amigos, he aquí algo de lo que nos podemos reír.
Grattan-Guinness; p. 80.

Eugène Charles Catalan, el maestro de Cesàro, también menospreciaba a las series divergentes. Bajo la influencia de Catalan, Cesàro inicialmente se refería a las «fórmulas convencionales» para 1 − 2n + 3n − 4n + · · · como «igualdades absurdas», y en 1883, Cesàro manifestaba el punto de vista aceptado por esa época que las fórmulas eran falsas pero aun así de alguna manera útiles formalmente. Finalmente, en su trabajo Sur la multiplication des series publicado en 1890, Cesàro adoptó un enfoque moderno comenzando desde las definiciones.
Las series son estudiadas también para valores no enteros de n; dando origen a la función eta de Dirichlet. Parte de la motivación de Euler para estudiar las series relacionadas con 1 − 2 + 3 − 4 + ⋯ era la ecuación funcional de la función eta, que conduce directamente a la ecuación funcional de la función zeta de Riemann. Euler ya había adquirido fama por encontrar los valores de estas funciones para valores enteros positivos pares (incluyendo el problema de Basilea), y estaba también intentando encontrar los valores para enteros positivos impares (incluyendo la constante de Apéry), un problema que no ha sido resuelto hasta el día de hoy. La función eta es más fácil de tratar con los métodos de Euler porque su serie de Dirichlet es sumable-Abel en todo su dominio; la serie de la función zeta de Dirichlet es mucho más difícil de sumar en la zona donde diverge. Por ejemplo, la contraparte de 1 − 2 + 3 − 4 + ⋯ en la función zeta es la serie no-alternada 1 + 2 + 3 + 4 + · · ·, que posee importantes aplicaciones en la física moderna pero requiere de métodos de suma más potentes.